# Xuân Ninh, Xuân Trường
Xuân Ninh là một xã thuộc huyện Xuân Trường, tỉnh Nam Định, Việt Nam.
Xã Xuân Ninh có diện tích 9,49 km², dân số năm 1999 là 13993 người, mật độ dân số đạt 1474 người/km².
Chùa Nghĩa Xá ở Xuân Ninh (Xuân Trường) là nơi thờ phật và các vị thần: Giác Hải, Minh Không, Lý Thần Tông.